# Кубусидзе, Александра Соломоновна
Александра Соломоновна Кубусидзе (1918 года, село Шрома, Озургетский уезд, Грузинская демократическая республика — неизвестно, село Шрома, Махарадзевский район, Грузинская ССР) — колхозница колхоза имени Орджоникидзе Махарадзевского района, Грузинская ССР. Герой Социалистического Труда (1951).

## Биография
Родилась в 1918 году в крестьянской семье в селе Шрома Озургетского уезда. С середины 1930-х годов трудилась в колхозе имени Орджоникидзе Махарадзевского района, которым с 1938 года руководил Михаил Филиппович Орагвелидзе.
В 1950 году собрала 6033 килограмма сортового зелёного чайного листа на участке площадью 0,5 гектара. Указом Президиума Верховного Совета СССР от 23 июля 1951 года удостоена звания Героя Социалистического Труда за «получение в 1950 году высоких урожаев сортового зелёного чайного листа» с вручением ордена Ленина и золотой медали «Серп и Молот» (№ 6069).
Этим же Указом званием Героя Социалистического Труда были награждены четыре труженицы колхоза имени Орджоникидзе (в том числе Лео Еквтимовна Гагуа, Циала Георгиевна Кизирия и Вера Самсоновна Тоидзе).
После выхода на пенсию проживала в родном селе Шрома Махарадзевского района (сегодня — Озургетский муниципалитет). Дата смерти не установлена.